# Le Pouvoir et la Vie

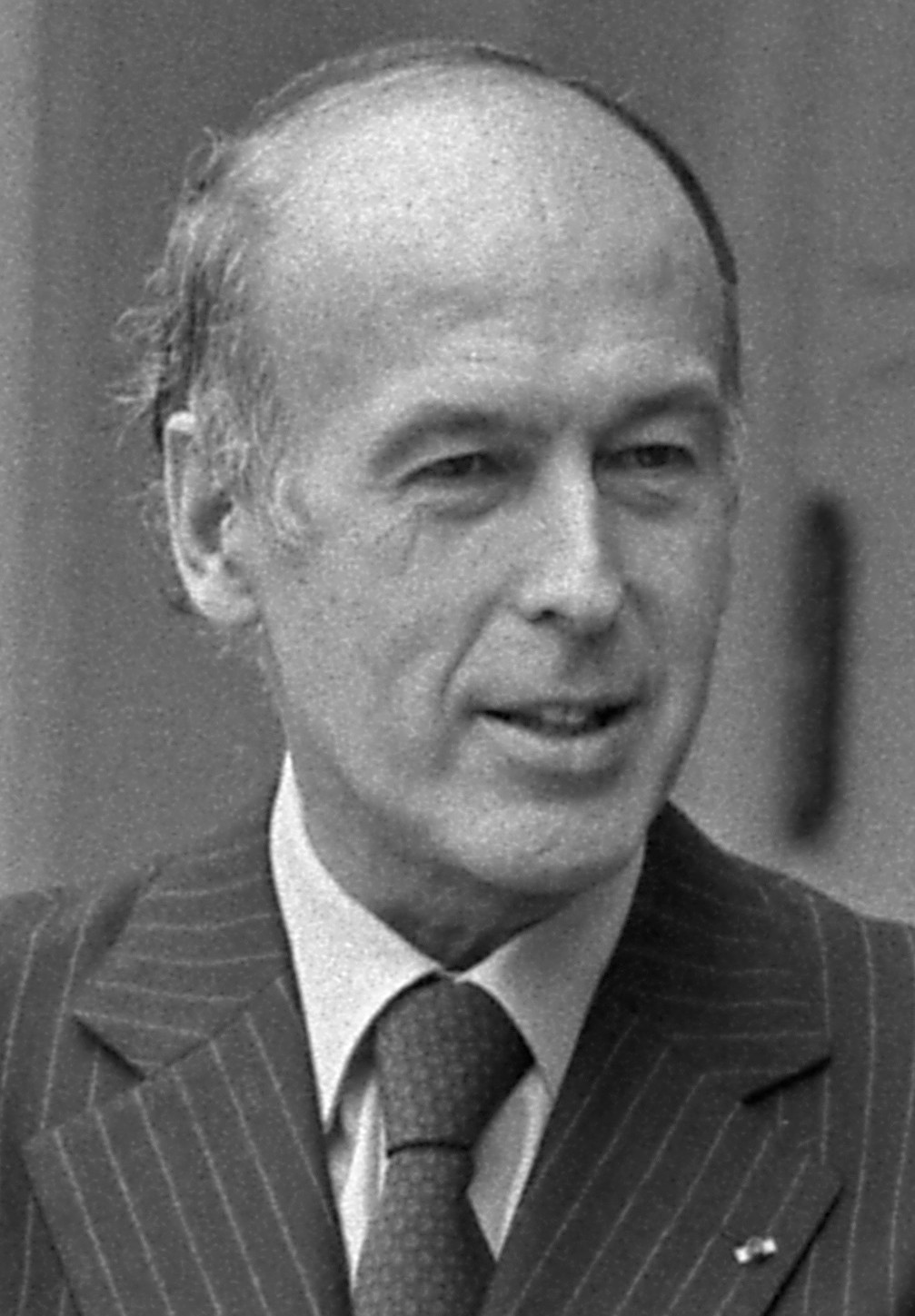
Valéry Giscard d'Estaing en 1976.

Le Pouvoir et la Vie est une série de trois ouvrages de mémoires écrits par Valéry Giscard d'Estaing, dans lesquels il évoque son septennat présidentiel (1974-1981).

## Genèse
Valéry Giscard d'Estaing décide de publier ses mémoires après avoir été battu au second tour de l'élection présidentielle de 1981.
Les tomes sont publiés par les éditions Compagnie 12 :
- le premier volume, La Rencontre, publié en 1988, évoque les années 1974 à 1976 ;
- le tome suivant, L'Affrontement, publié en 1991, traite des années 1976 à 1978 ;
- le troisième et ultime volume, Choisir, publié en 2006, couvre les années 1978 à 1981[1].

Les manuscrits et comptes-rendus de recherches sont conservés aux archives nationales dans le fonds 500 AJ.
Selon Michèle Cotta, l'ancien chef de l'État aurait souhaité adapter ses mémoires en un documentaire.

## Résumé

### La Rencontre
Valéry Giscard d'Estaing explique le choix de ses Premiers ministres et ses décisions relatives au partage des responsabilités au sommet de l’État. Il couvre également ses pensées au sujet de l'emploi de la force de dissuasion nucléaire française.

### L'Affrontement
Dans cette deuxième partie, Valéry Giscard d'Estaing relate ses souvenirs recouvrant approximativement la période 1978-1980.  Il décompose son ouvrage en neuf parties : « le retour en Algérie », « le choix des Premiers ministres », « la conférence de Helsinki », « l'ère du nucléaire », « mes héros »,  « les meurtres de Jean de Broglie et le suicide de Robert Boulin », « l'Afrique », « le choc du pouvoir sur la vie » et  « la marche sur les sommets ».

### Choisir
L'ancien président revient sur les affaires qui ont assombri la fin de son septennat, comme l'affaire des diamants. Il traite de son deuil du pouvoir une fois sa défaite apprise. Non publié, un épilogue uchronique imaginait sa réélection en 1981 avec 65 000 voix d'avance.

## Réception
Les tomes sont couverts par les grands journaux nationaux. Le Monde écrit que l'ouvrage rompt avec le style ampoulé des Mémoires de guerre de Charles de Gaulle dans la manière dont l'histoire est rapportée. Le Monde écrit que Giscard « opère en quelque sorte une formidable rectification d'image » en se présentant sous un jour moins froid. Lors de la sortie du troisième tome, Raphaëlle Bacqué écrit que le livre est « l'un des rares essais d'auto-analyse d'un ancien président ».
Le Livre de poche, qui réédite la série d'ouvrages, les présente comme écrits « avec une liberté de ton et une sincérité rares ». Le Figaro considère les trois tomes comme « passionnants et très détaillés ».
Dans un article dans le journal Francophonie: The French Journal of the Association for Language Learning, paru en 1994, le premier tome est comparé aux Mémoires de guerre : « Les Mémoires ainsi que le Pouvoir et la vie sont inévitablement égocentrés ; mais tandis que l'égocentrisme de De Gaulle est synonyme de son attachement obsessif pour les intérêts de la France, Giscard semble fasciné par son propre comportement, ses propres sentiments et sa propre personnalité ».
Pour Annie Collovald et Jean-Baptiste Legavre dans Politix, le premier tome est stratégique, permettant à l'ancien président d'occuper l'espace médiatique, alors que sa visibilité était amoindrie par la candidature de ses deux anciens Premiers ministres, Jacques Chirac et Raymond Barre, à l'élection présidentielle de 1988.
Selon Serge July, Giscard dans le premier tome « se fabrique une spontanéité » et « cherche à “humaniser” son image », lui qui est décrit par ses détracteurs comme « un cérébral sec, un politique abstrait ».

## Publication
Édition originale :
- Le Pouvoir et la Vie, t. 1 : La Rencontre, Paris, Compagnie 12, 1988, 401 p. (ISBN 2-903866-14-7).
- Le Pouvoir et la Vie, t. 2 : L'Affrontement, Paris, Compagnie 12, 1991, 486 p. (ISBN 2-903866-26-0).
- Le Pouvoir et la Vie, t. 3 : Choisir, Paris, Compagnie 12, 2006, 554 p. (ISBN 978-2-903866-84-6).

Réédition en poche :
- Le Pouvoir et la Vie, t. 1 : La Rencontre, Paris, Librairie générale française, coll. « Le Livre de poche » (no 6648), 1989, 411 p. (ISBN 2-253-05053-9).
- Le Pouvoir et la Vie, t. 2 : L'Affrontement, Paris, Librairie générale française, coll. « Le Livre de poche » (no 4352), 1992, 471 p. (ISBN 2-253-06056-9).
- Le Pouvoir et la Vie, t. 1 et 2, Paris, Librairie générale française, coll. « Le Livre de poche » (no 943), 2004, 794 p. (ISBN 2-253-10943-6).
- Le Pouvoir et la Vie, t. 3 : Choisir, Paris, Librairie générale française, coll. « Le Livre de poche » (no 30793), 2007, 634 p. (ISBN 978-2-253-12153-4).